# Andrzej Wróbel

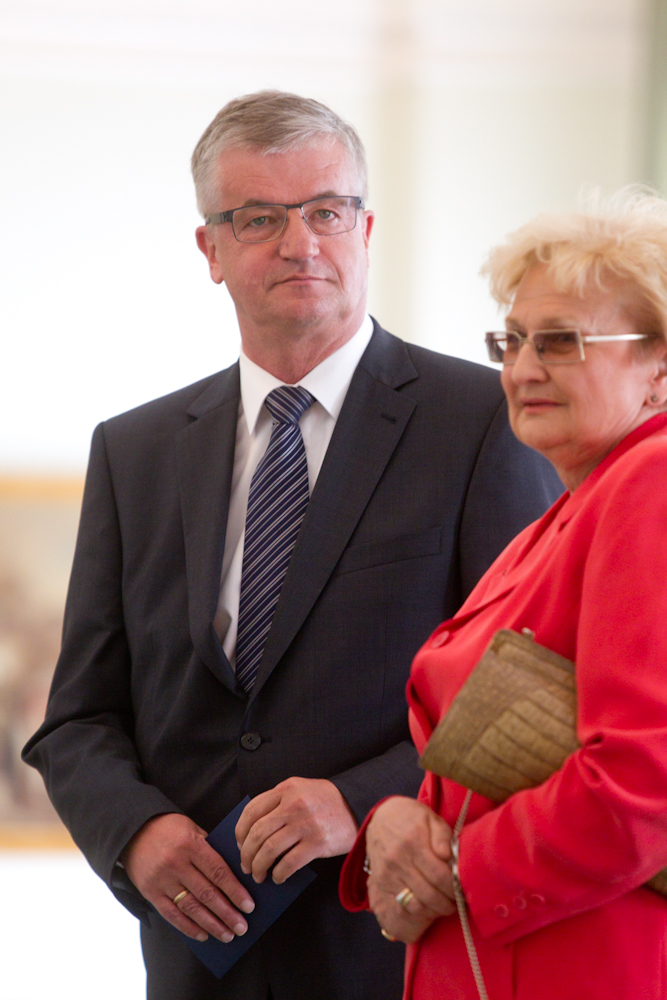
Andrzej Wróbel mit Ewa Łętowska

Andrzej Wróbel (* 18. Juli 1953 in Bodzechów) ist ein polnischer Rechtswissenschaftler, Hochschullehrer, Verfassungsrichter (2011–2017) und Richter des Obersten Gerichts.

## Leben
Wróbel studierte von 1972 bis 1976 Rechts- und Verwaltungswissenschaften an der Maria-Curie-Skłodowska-Universität, wo er anschließend bis 1982 als wissenschaftlicher Assistent arbeitete. 1982 promovierte er in Lublin mit einer öffentlich-rechtlichen Arbeit zum Dr. iur. Nach Forschungsaufenthalten und Gastdozententätigkeiten unter anderem an den Universitäten Heidelberg, Lwiw und Catania habilitierte Wróbel sich 1991 für Staatsrecht, Verwaltungsrecht und Europarecht. Ab 1994 war er als Richter am Sąd Najwyższy, dem obersten ordentlichen Gericht Polens, tätig. Seit 2002 ist er zudem Professor für Öffentliches Recht an der Universität Lublin. Von 2004 bis 2010 war er Professor auf dem Lehrstuhl für Internationales und Europarecht an der Polnischen Akademie der Wissenschaften in Warschau.
2011 wurde er, auch mit Unterstützung der Oppositionsparteien, zum Richter am Trybunał Konstytucyjny, dem polnischen Verfassungsgerichtshof gewählt, nachdem er mit seiner Kandidatur im vorangegangenen Jahr noch gescheitert war. Dort kündigte er als Reaktion auf die polnische Verfassungskrise im Dezember 2016 jedoch die vorzeitige Beendigung seiner eigentlich bis 2020 dauernden Amtszeit und die Rückkehr ans Sąd Najwyższy an.

## Werk und Werke (Auswahl)
Wróbel hat über 170 Beiträge zum Öffentlichen Recht, insbesondere zum Völker- und Europarecht, verfasst. Erwähnenswert sind zudem einige seiner Monografien:
- Prawna ochrona gruntów rolnych w procesie inwestycyjnym. Zakład Narodowy im. Ossolińskich, Breslau 1984, ISBN 978-83-04-01848-8 (polnisch, Dissertation).
- mit Krzysztof Chorąży und Wojciech Taras: Postępowanie administracyjne, egzekucyjne i sądowoadministracyjne. Wolters Kluwer, Warschau 2009, ISBN 978-83-7601-356-5 (polnisch).
- Lech Garlicki (Hrsg.): Konwencja o Ochronie Praw Człowieka i Podstawowych Wolności. C.H. Beck, Warschau 2010, ISBN 978-83-255-1337-5 (polnisch).